# ウォリス積
数学において、ウォリス積 (Wallis' product) とは無限積
{\displaystyle \prod _{n=1}^{\infty }\left({\frac {2n}{2n-1}}\cdot {\frac {2n}{2n+1}}\right)={\frac {2\cdot 2}{1\cdot 3}}\cdot {\frac {4\cdot 4}{3\cdot 5}}\cdot {\frac {6\cdot 6}{5\cdot 7}}\cdot {\frac {8\cdot 8}{7\cdot 9}}\cdots }
のことであり、この値は π/2 に等しい。これをウォリスの公式という。

## ウォリスの公式の証明
平方根を取ることよりウォリス積分より得られる極限の式に帰着されるが、別の観点として、複素関数としての三角関数の無限乗積展開
{\displaystyle {\frac {\pi z}{\sin \pi z}}=\prod _{n=1}^{\infty }{\frac {n^{2}}{n^{2}-z^{2}}}}
から自然に導出される。この式に z = 1/2 を代入すると
{\displaystyle {\frac {\pi }{2}}=\prod _{n=1}^{\infty }{\frac {4n^{2}}{4n^{2}-1}}=\prod _{n=1}^{\infty }{\frac {(2n)^{2}}{(2n-1)(2n+1)}}}
を得る。

## 円周率の計算
円周率に収束する無限積として、根号を含まず計算しやすいが、収束はとても遅く、実用的ではない。